# بیلی کوپیت
بیلی کوپیت (انگلیسی: Billy Cupit؛ 25 January 1908 – ۱۹۹۲ (۸۳−۸۴ سال)) بازیکن فوتبال بود.
از باشگاه‌هایی که در آن بازی کرده‌است می‌توان به باشگاه فوتبال لوتون تاون اشاره کرد.